# توبیاس آنگرر
توبیاس آنگرر (آلمانی: Tobias Angerer؛ زادهٔ ۱۲ آوریل ۱۹۷۷) اسکی‌باز صحرانوردی اهل آلمان است.
وی همچنین برندهٔ جوایزی همچون برگ بوی نقره‌ای شده‌است.